# Michael Böcher
Michael Böcher ist ein deutscher Politikwissenschaftler.

## Leben
Böcher ist der Sohn eines Bahnarbeiters. Von 1991 bis 1997 studierte er Politikwissenschaft, Volkswirtschaftslehre und Medienwissenschaft an der Philipps-Universität Marburg. Nach dem Studienabschluss 1997 als Diplom-Politologe in Marburg war er von 1999 bis 2001 selbstständig als Consultant und Politikberater. Von 2001 bis 2007 war er wissenschaftlicher Mitarbeiter, Abtlg. Forst- und Naturschutzpolitik, der Georg-August-Universität Göttingen. Nach der Promotion im Mai 2008 Fakultät für Forstwissenschaften und Waldökologie, in Göttingen war er dort von 2008 bis 2015 wissenschaftlicher Mitarbeiter und Arbeitsgruppenleiter, Abtlg. Forst- und Naturschutzpolitik. Von 2015 bis 2016 war er wissenschaftlicher Mitarbeiter, Institut für Politikwissenschaft, Lehrgebiet Policy-Analyse und Umweltpolitik, FernUniversität in Hagen. Seit 2016 lehrt er als Professor für Politikwissenschaft mit dem Schwerpunkt Nachhaltige Entwicklung am Institut für Gesellschaftswissenschaften der Otto-von-Guericke-Universität Magdeburg. Seit 2020 ist er Mitglied im Bioökonomierat der Bundesregierung. 
Seine Forschungsschwerpunkte sind politikwissenschaftliche Umwelt- und Nachhaltigkeitsforschung, Politikfeldanalysen Umwelt-, Naturschutz- und Klimapolitik, Regional Governance im ländlichen Raum, wissenschaftliche Politikberatung, Wissenstransfer in den Umweltwissenschaften, Theorien und Methoden der Policy-Analyse und Transdisziplinarität.

## Schriften (Auswahl)
- als Herausgeber mit Max Krott und Sebastian Tränkner: Regional governance und integrierte ländliche Entwicklung. Ergebnisse der Begleitforschung zum Modell- und Demonstrationsvorhaben „Regionen Aktiv“. Wiesbaden 2008, ISBN 978-3-531-15277-6.
- Regionenwettbewerb als Instrument zur Akquisition neuer Naturschutzgroßprojektgebiete. Ergebnisse der Evaluation idee.natur. Abschlussbericht Evaluation „Wettbewerb Naturschutzprojekte - idee.natur“. Bonn 2011, ISBN 978-3-89624-018-7.
- Umweltpolitik in Deutschland. Eine politikfeldanalytische Einführung. Wiesbaden 2012, ISBN 3-531-19464-X.
- Mit Wissen bewegen! Erfolgsfaktoren für Wissenstransfer in den Umweltwissenschaften. München 2014, ISBN 978-3-86581-472-2.
- gemeinsam mit Max Krott: Science Makes the World Go Round - Successful Scientific Knowledge Transfer for the Environment, Verlag: Springer International, Cham 2016, ISBN 978-3-319-34077-7.